# Néstor Kherguiani
Néstor Kherguiani   () és un judoka georgià, ja retirat, guanyador d'una medalla olímpica.
El 2000 va prendre part en els Jocs Olímpics d'Estiu de Sydney, on quedà eliminat en quarts de final de la competició del pes extra lleuger del programa de judo. Quatre anys més tard, als Jocs d'Atenes, guanyà la medalla de plata en la mateixa competició en perdre la final contra el japonès Tadahiro Nomura. El 2008, a Pequín, disputà els seus tercers, i darrers, Jocs Olímpics. Quedà eliminat en sèries en la competició del pes extra lleuger.
En el seu palmarès també destaquen cinc medalles en el Campionat del Món de judo, dues d'or, dues de plata i una de bronze, entre les edicions del 1999 i el 2008. Al Campionat d'Europa guanyà catorzè medalles, cinc d'or i nou de bronze, entre el 1996 i el 2009.